# Уваровка (Гафурійський район)
Ува́ровка (рос. Уваровка, башк. Увар) — присілок у складі Гафурійського району Башкортостану, Росія. Входить до складу Білоозерської сільської ради.
Населення — 10 осіб (2010; 19 в 2002).
Національний склад:
- чуваші — 63%